# Peter Viereck
Peter Robert Edwin Viereck (5 de agosto de 1916 – 13 de maio de 2006) foi um poeta, historiador e teórico político americano. Reconhecido como uma das vozes pioneiras do conservadorismo intelectual no século XX, Viereck também foi uma figura significativa na literatura americana, vencedor do Prêmio Pulitzer de Poesia em 1949 por sua obra Terror and Decorum.

## Vida e Educação
Peter Viereck nasceu em Nova Iorque, filho de George Sylvester Viereck, um poeta e escritor que, mais tarde, tornou-se controverso por seu apoio ao regime nazista. Apesar disso, Peter Viereck seguiu um caminho intelectual distinto, afastando-se das ideias de seu pai.
Ele frequentou a Universidade de Harvard, onde se formou em história em 1937 e completou seu doutorado em 1942. Sua dissertação, intitulada Metapolitics: From Wagner and the German Romantics to Hitler, foi posteriormente publicada como livro, analisando as origens intelectuais do nazismo.

## Carreira Acadêmica
Após servir no Exército dos Estados Unidos durante a Segunda Guerra Mundial, Viereck iniciou uma longa carreira acadêmica como professor de história na Mount Holyoke College, onde lecionou de 1948 até sua aposentadoria em 1987. Ele era conhecido por suas aulas dinâmicas e sua capacidade de conectar história, literatura e política.

## Conservadorismo
Peter Viereck foi um dos primeiros intelectuais americanos a se identificar como conservador no período pós-guerra. Em seu livro Conservatism Revisited: The Revolt Against Ideology (1949), ele defendeu o conservadorismo como uma filosofia cultural e ética, em vez de uma ideologia partidária. Ele criticava tanto o materialismo da direita quanto o radicalismo da esquerda, defendendo um equilíbrio baseado em valores tradicionais e responsabilidade moral.
Viereck também se distanciava de figuras como Joseph McCarthy e do movimento neoconservador emergente, que considerava excessivamente ideológico.

## Obra Poética
A poesia de Peter Viereck foi amplamente celebrada por sua profundidade lírica e originalidade. Ele ganhou o Prêmio Pulitzer de Poesia em 1949 por sua obra Terror and Decorum. Suas coleções posteriores exploraram temas como memória, moralidade e o papel do artista na sociedade.

### Obras Principais de Poesia
- Terror and Decorum (1948) – Prêmio Pulitzer de Poesia
- The Persimmon Tree and Other Poems (1949)
- Archer in the Marrow: The Applewood Cycles of 1967-1987 (1987)

### Obras em Prosa
- Metapolitics: From Wagner and the German Romantics to Hitler (1941)
- Conservatism Revisited: The Revolt Against Ideology (1949)
- Shame and Glory of the Intellectuals (1953)
- Unadjusted Man in the Age of Overadjustment (1956)
- Dream and Responsibility (1956)

## Legado
Peter Viereck deixou uma marca indelével tanto na literatura quanto no pensamento político. Sua visão única do conservadorismo, que enfatizava a cultura e a estética sobre a ideologia, continua a ser estudada e discutida. Como poeta, ele é lembrado por sua habilidade de tecer reflexões filosóficas em obras profundamente emocionais.
Viereck morreu em South Hadley, Massachusetts, em 13 de maio de 2006, aos 89 anos.